# Gumercindo Gómez
Gumercindo Gómez (21 de gener de 1907 - 31 de gener de 1980) fou un futbolista bolivià de la dècada de 1930.
Fou un cop internacional amb la selecció boliviana de futbol, amb la qual disputà la Copa del Món de futbol de 1930. Pel que fa a clubs, defensà els colors de l'Oruro Royal.